# L'Egitto prima delle sabbie
L'Egitto prima delle sabbie è l'ottavo album in studio del musicista italiano Franco Battiato, pubblicato nel settembre 1978 dalla Dischi Ricordi.

## Descrizione
Entrambi i pezzi contenuti nell'album sono strumentali e consistono il primo nella ripetizione di una scala di note, nella quale varia solo la distanza tra le esecuzioni, e il secondo in una coppia di accordi, alternati con la medesima differenza. Sebbene le musiche risultino accreditate al solo Battiato, quest'ultimo ha coinvolto nel processo di creazione il musicista Giusto Pio.
L'Egitto prima delle sabbie vinse il premio Stockhausen, un festival internazionale per pianoforte. Il titolo è ispirato a un racconto di Georges Ivanovič Gurdjieff incluso nel libro Incontri con uomini straordinari, maestro spirituale armeno molto amato da Battiato, in cui si parla di un documento antico che rivela di una civiltà perduta avanzata simile ad Atlantide, gli Akhaldan, che avrebbero vissuto nelle pianure vicino all'Alto Egitto del periodo predinastico o preistorico (prima che divenissero un deserto), per poi rifugiarsi, dopo una catastrofe, nel Basso Egitto; essi sarebbero poi diventati nella memoria popolare le mitologiche divinità dell'Antico Egitto (guidati dalla cosiddetta Enneade o dinastia divina dei faraoni citata anche da Diodoro Siculo).
Il brano, registrato in origine dal pianista Antonio Ballista, venne successivamente interpretato da Michele Fedrigotti in una versione più lunga presente nella raccolta Racconti d'Oriente, uscita in allegato a Il manifesto nel 1997, e da Arturo Stalteri nel suo album tributo a Battiato In sete altere del 2014.
L'album, uscito in origine su LP, è stato poi ristampato negli anni ottanta anche su audiocassetta all'interno della serie Orizzonte e nel 1993 su CD per conto della Artis Records.

## Tracce
Musiche di Franco Battiato.
Lato A
1. L'Egitto prima delle sabbie – 14:15

Lato B
1. Sud Afternoon – 18:32

## Formazione
- Antonio Ballista – pianoforte
- Bruno Canino – pianoforte (traccia 2)